# Schmeidler (Gelehrtenfamilie)
Schmeidler  war und ist eine deutsche Familie, die einige Wissenschaftler, Theologen und Künstler hervorbrachte.

## Geschichte
Der älteste bekannte Vertreter Daniel Schmeidler lebte im 17. Jahrhundert in Schlesien. Dessen Nachkommen wurden Schlosser, Schuhmacher oder Seilermeister in Nimptsch.
Das erste bekannte Familienmitglied Carl Gottlob Schmeidler (1772–1832) wurde  Porträtmaler, Stadtverordnetenvorsteher und schlesischer Landtagsabgeordneter in Breslau. Von dessen Nachkommen wurde einige bekannte Persönlichkeiten.

## Familienmitglieder (Auswahl)
Es sind nur einige bekanntere Mitglieder der Familie aufgenommen, um eine Übersichtlichkeit zu erhalten.
- Carl Gottlob Schmeidler (1772–1838), Maler, Stadtverordnetenvorsteher und Landtagsabgeordneter in Breslau o Rosina Eleonore Henriette Müller
  - Johann Carl Hermann Schmeidler (1807–1867), Prediger und Kirchenhistoriker in Breslau o Adelheid Weiss[1]
    - Johannes Hermann Schmeidler (1841–1902), Pfarrer und Autor in Berlin
      - Bernhard Schmeidler (1879–1959), Historiker
        - Felix Schmeidler (1920–2008), Astronom, nach dem ein Asteroid benannt ist (1930–)

      - Werner Schmeidler (1890–1969), Mathematiker

    - Victor Schmeidler (1845–1920), Sanitätsrat in Breslau[2]
      - Herbert Schmeidler (1889–1955), Jurist

    - Conrad Schmeidler (1847–nach 1908), Pianist und Komponist

  - Otto Julius Heinrich Schmeidler (1809–1860), königlicher Kreisbaumeister in Schlesien
  - Wilhelm Friedrich Carl Schmeidler  (1821–1883), königlicher Eisenbahnsekretär und Historiker in Breslau und Berlin
    - Carl Friedrich Schmeidler (1859–1923), Musiklehrer und Komponist in Berlin